# DECIGO
El DECIGO o Deci-Hertz Interferometer Gravitational wave Observatory (en español, Observatorio Interferométrico de Ondas Gravitatorias de Decihercios) es una propuesta japonesa de observatorio espacial de ondas gravitatorias.
Este detector interferométrico de ondas gravitatorias mediante láser se llama así porque sería el más sensible en la banda de frecuencias entre 0.1 y 10 Hz, cubriendo así el espacio vacío entre las bandas de sensibilidad de LIGO y LISA. Si finalmente es financiado, sus diseñadores esperan poder lanzarlo en 2027. El diseño sería similar al de LISA, con tres satélites de resistencia cero en una disposición triangular, pero con menor separación, tan solo 1000 km.
También estaría previsto lanzar una misión precursora, B-DECIGO, con brazos de 100 km de largo, a finales de 2020. Su objetivo sería una órbita terrestre con una altitud promedio de 2000 km.